# Tortula sabinae
Tortula sabinae är en bladmossart som beskrevs av C. C. Townsend 1984 [1985. Tortula sabinae ingår i släktet tussmossor, och familjen Pottiaceae. Inga underarter finns listade i Catalogue of Life.